# Aira Kaal
Aira Kaal (1938-ig Alma-Vilhelmine Kaal, 1939-től Aira Hone; Uuemõisa, Saaremaa, 1911. október 25. – Tartu, 1988. április 7.) észt író, költő és újságíró.

## Élete
1940-ben végzett a Tartui Egyetem filozófiai karán. Filozófiát, irodalmat és angol nyelvet tanult.  Tanulmányai befejezése előtt néhány fantasztikus művet publikált. Üdvözölte Észtország szovjet megszállását és a kommunisták 1940-es hatalomátvételét. Ugyanebben az évben csatlakozott az SZKP-hoz, és  újságíróként dolgozott. Észtország német megszállása alatt (1941–1944) a szovjet front mögött tevékenykedett.
1945 és 1950 között a Tartui Egyetemen tanított, a marxizmus-leninizmus előadója volt. Ezen kívül verseket írt, amelyekben dicsérte Sztálint és a pártot. 1951-ben kizárták az SZKP-ból,a desztalinizáció után, 1955-ben vették vissza a pártba.
1980 októberében a „Negyven levél” egyik aláírója volt. Negyven észt értelmiségi azt követelte a szovjet hatóságoktól, hogy tartsák tiszteletben az észt nyelvet és kultúrát, felemelték szavukat a Kreml politikája, a balti államok oroszosítása ellen.
Férje az angol regényíró és irodalomtudós, Arthur Robert Hone (1915–1972) volt.

## Művei

### Esszé
- Mehe ja naise psühholoogiast (1936) A férfi és a nő pszichológiája

### Regények
- Mamma ja mina (1939, Reet Ueilu álnéven ) Anya és én
- Tea Lahkmel (1956)

### Verseskötetek
- Ma ei anna relva käest (1945) Nem adom ki a fegyvert a kezemből
- Võidurakett (1948) Győzelmi rakéta
- Kodumaa Vaba (1950) Szabad haza
- Meretuuled (1958) Tengeri szelek
- Valitud luuletused (antológia, 1961)
- Üks tigu ilma majata (1968) Csiga, ház nélkül
- Pihlakad pus Ääres (1971)
- Hetked Merega (1976) Pillanatok a tenger mellett
- Saaks kord seda imet veel tuvastati (antológia, 1981) Még egyszer láthatom ezt a csodát

### Útleírások
- Sajandite vangla (Anglia, 1950) Börtön évszázadok óta
- Muljed ja mõtted India-sõidult (India, 1958) Benyomások és gondolatok az Indiáról
- Pilk tänapäeva hiinasse (Kína, 1961) Pillantás a modern Kínára
- Esimest korda Armenenias (Örményország, 1964) Az első utazásom Örményországban

### Rövid prózagyűjtemények
- Kodunurga laastud (elbeszélések, három kötet: 1966, 1970, 1978) Hazai történetek
- Seitse tõtt ja seitse valet (1986) Hét igazság és hét hazugság

## Magyarul
- Fehérvári Győző (szerk.): Észt költők – Huszadik századi észt líra[2][3]

## Díjai, elismerései
- 1971-ben elnyerte az Észt Szovjet Szocialista Köztársaság érdemes írója címet
- 1978-ban megkapta a Juhan Smuul-díjat

## Fordítás
- Ez a szócikk részben vagy egészben  az   Aira Kaal című német Wikipédia-szócikk ezen változatának fordításán alapul.  Az eredeti cikk szerkesztőit annak laptörténete sorolja fel. Ez a jelzés csupán a megfogalmazás eredetét és a szerzői jogokat jelzi, nem szolgál a cikkben szereplő információk forrásmegjelöléseként.